# 大崎麻子
大崎 麻子（おおさき あさこ、1971年2月27日 - ）は、日本のジェンダー・開発政策専門家、タレント。関西学院大学総合政策学部客員教授、聖心女子大学非常勤講師。

## 経歴・人物
神奈川県鎌倉市出身。1992年、米国ブリンマー大学留学。1994年、上智大学比較文化学部卒業。1997年、米国コロンビア大学国際関係・公共政策大学院修了（国際関係修士号取得、人権・人道問題専攻）。
1997年、国際連合開発計画（UNDP）ニューヨーク本部資金渉外局に入局。開発政策局でジェンダーと女性のエンパワーメントを担当。2004年、UNDPを退職し、帰国。その後は、UNDPでの経験とネットワークを生かし、フリーのジェンダー・開発政策専門家として、国際機関、省庁、開発援助機関、メディアなどで幅広く活動している。

## 著作
- 女の子の幸福論 もっと輝く、明日からの生き方（2013年3月 講談社）
- エンパワーメント 働くミレニアル女子が身につけたい力（2017年12月 経済界）

## 出演番組
- サンデーモーニング（TBSテレビ）